# Ахмед Џевдет-Паша
Ахмед Џевдет-Паша (22. марта 1822 - 25. маја 1895) је био османски учењак, интелектуалац, бирократа, администратор и историчар, који је био истакнута личност у танзиматским реформама Османског царства. Био је шеф комисије Маџале која је први пут кодификовала исламско право као одговор на западњачење закона.
Често га сматрају пиониром у кодификацији грађанског закона заснованог на европском правном систему. Маџела је остала нетакнута у неколико модерних арапских држава почетком и средином 20. века.
Поред турског, причао је арапски, персијски, француски и бугарски језик. Написао је бројне књиге из историје, права, граматике, лингвистике, логике и астрономије.

## Рани живот
Ахмед Џевдет-Паша рођен је 1822. године у Ловечу, у османској Бугарској. Потицао је из запажене породице Јуларкираноглу који су држави и вери служили као војни, административни и верски службеници. Жеља његовог деде, Хаћи Али Ефендија, била да Ахмед настави каријеру у верским, илмијским редовима. Ахмед је било његово изворно име; Име "Џевдет" дао му је његов учитељ Сулејман Фехим Ефенди 1843.

## Образовање
Ахмед Џевдет је своје образовање започео врло рано. Почео је са проучавањем арапске граматике од Хафиза Омер Ефендија, који је у то време био муфтија Ловеча. Са својим демонстрираним брзим напретком, Ахмед је убрзо представљен исламским наукама. 1836. године почео је да чита са Хаџи Есрефом Ефендијом, замеником судије у Ловечу, који је имао сина Ахмеда Џевдета. Ова два дечака, који су се звали Ахмед, наставили су да се зову као Ахмет Џевдет-паша и Ахмед Мидхат-паша. До сада је његово основно образовање следило традиционални муслимански османски образац, стечено неформалним проучавањем са локалном улемом.
1839. године, завршивши основну школу у Ловечу, Ахмедово образовање је напредовало. Преселио се у Цариград (данас Истанбул), студирајући теологију, математику, геологију и астрономију. Арапску књижевност учио је на неколико медреса и добио диплому иџазет, која га је квалификовала за службу илмије. Ахмед је такође проучавао персијски код Мехмеда Мурада Ефендије (умро 1848) и Сулејмана Фехима Ефендија, проучавајући диване Орфија Схиразија и Шефкета (умро 1695/6). 1844. године Ахмед је добио дозволу да предаје маснавије Румија. Након смрти свог наставника Сулејмана Фехима Ефендија 1845. године, Ахмед је довршио турски коментар за перзијски диван Саиба Табризија.
Ахмед је такође студирао математичке науке у Царској војној инжењерској школи. Поред тога, развио је интересовање за науку историје као проучавања људског искуства помоћу критичке процене извора. Чак је наставио да допуњава своја интересовања студијама исламског, француског и међународног права, пре 30. године.

## Танзиматски период

### Члан саветаТанзимата
Када је Мустафа Решид добио шести мандат великог везира, поставио је Ахмеда за члана Савета Танзимата. Савет је основан ради кодификације акција санкционисаних реформама Танзимата. Ахмед је одиграо истакнуту улогу у припреми закона, практично написавши нове прописе о власништву над земљом и катастарским премерима. Његова улога члана Савета Танзимата такође је утицала на његове историјске пројекте. Напустио је стари аналистички приступ оном који је наглашавао проблеме и теме, са све критичнијим испитивањем извора. Поред тога, Ахмед је био главни аутор уредбе која је створила ново Врховно веће судских уреда, чији је члан постао, уместо Савета Танзимата 1861. године.
Ахмед Џевдет је препознао да су неопходне војне и административне реформе, али будући да је био конзервативац, нерадо је користио европско право као пример, опредељујући се за исламско право. Његов предложени одговор је двојак. Први корак био је позивање на традиционалне вредности унапређења образовања и комуникације. Други део подразумевао је стварање услова који би елиминисали корупцију и повећали ефикасност, уз очување основних политичких и друштвених концепата на којима се темељило Османско царство. Његови покушаји помирења модернизације са исламским правом најзначајније су присутни у његовом грађанском законику Маџала.

### Остале канцеларије
1861. године послат је као специјални агент у Албанију да сузбије побуне и развије нови административни систем. Говорило се да ће Ахмед тада постати везир, али му је одузета ова част због снажног противљења улеме. Замерали су му просветљено и либерално тумачење верских питања. Као резултат, Мехмед Фуад-паша постао је везир, а Ахмед Џевдет постао је генерални инспектор у Босни од 1863. до 1864. Тамо је продужио реформе Танзимата, упркос противљењу Хабсбурговаца и словенских националних група. Ово га је идентификовало као водећег провинцијског средства за решавање проблема. Испуњавајући ту улогу, Ахмед је покушао да насели номадска племена и успостави ред у Козану, смештеном у југоисточној Анадолији, 1865. Коначно, 1866, његов премештај у Скрибалову институцију био је званичан и могао је да прихвати редовне административне положаје. Ахмед је постао гувернер Алепа Ејалета, који је формиран да примени недавне реформе провинције Танзимат које је увео Фуад, тадашњи велики везир.

## Значајни доприноси

### Врховно веће судских уредаба
1868. године Врховно веће је подељено на посебна законодавна и судска тела, а Ахмед је именован за председника судске власти. Касније је постао први министар правде и написао главне законске прописе који су први пут успоставили почетке секуларног дворског система Низамије у Царству. Уз ово, Ахмед Џевдет је предводио опозициону групу против жеље Мехмеда Емин Али-паше да уведе потпуно секуларни грађански закон инспирисан француским језиком за судски систем. Убедио је султана да нови грађански законик треба да се заснива на принципима проистеклим из исламског закона, модернизованог у складу са тренутном ситуацијом. Ахмед је био председник комисије основане за стварање овог новог закона, Маџале.

### Маџала
Маџала, исламски законик, био је нови османски законик о грађанском праву који је предложио Ахмед Џевдет-паша за новоосновани секуларни судски систем. Заснован је на традиционалном исламском закону, али је такође обухватио многе важне модификације с идејом да се шеријат ажурира у складу са захтевима времена. Био је то закон који је превладао против Али-пашиног залагања за примену француског грађанског закона. Маџала је комбиновао грађански закон са исламским облигационим правом у коначном производу који се састојао од 1.851 члана. Овај мукотрпан задатак заокупљао је Ахмеда Џевдета све док последњи том није објављен 1876. године, укупно око 16 година. Била је то прва систематска компилација која укључује и исламско и грађанско право.
Маџала није могла у потпуности да умањи продор западног закона у османско друштво, али је представљала важан компромис у погледу захтева за стандардним законом и за суштинску промену у структури исламског правног система. Кодификација и доношење исламског закона били су од суштинског значаја за правилно функционисање модерне бирократије. Приступ Маџале признаје важност друштвених промена и одражава традиционални став према таквим променама. На пример, према улеми, друштвена промена је прихватљива уколико није била „у супротности са општим нормама.“ Ово пажљиво разматрање за придржавање општих норми како би се добила подршка од улеме видело се у чланцима. Они су се првенствено састојали од одредби о облигационом праву, али такође укључују одредбе о стварним правима и законима. Међутим, чланци нису садржали закон о лицима, фондацијама, породици или наследству, па Маџала није права компилација грађанског закона. Студије су покренуте 1914. године како би се исправиле разлике, али нису могле бити завршене због Првог светског рата.

## Касније године и смрт

### Министарска места
Током последње две деценије свог живота, Ахмед Џевдет-паша је углавном службовао на министарским функцијама, попут образовања и правде. 1873. и 1874. постао је министар побожних фондација, односно министар просвете. Предузео је велике промене у секуларном систему образовања који је уведен. То је укључивало реформу основних и средњих школа, успостављање новог нивоа припремних школа за ученике који желе да иду у средње и техничке школе и проширење школа за обуку наставника.
Док се све ово дешавало, чинили су се напори да се Абдул Азиз свргне у владу ради осигурања устава. Ахмед се успротивио тој идеји, али се успротивио и влади Махмуда Недима. Као резултат тога, устависти га нису волели и истерали су га из Истанбула. Велики везир заузео се за Ахмеда, поставивши га као генералног инспектора у Румелији, а затим гувернером Сирије на годину дана. Релативни конзервативизам и искуство у улеми Ахмета Џевдет-паше оставили су га непријатељским према реформаторима који су свргнули Абдул Азиза и прогласили османски устав из 1876. године. Међутим, Абдул Хамид II наследио је Мурата V 1876. године и убрзо почео да раставља прве уставне ере у корист повратка у апсолутну монархију са собом који је имао искључиву власт. У томе је успео 1878. године, суспендујући османски парламент и устав. Ахмед Џевдет-паша био је близак са Абдул Хамидом, био је министар правде 1876. године, министар унутрашњих послова 1877. године, министар побожних фондација 1878. године, министар трговине 1879. године и поново министар правде од 1880. до 1882. године.

### Смрт
Ахмед Џевдет се повукао са јавне функције на неколико година како би школовао своје ћерке Фатму Алије и Емине Семије и довршио своју књигу о османској историји, која је данас позната као Tarih-i Cevdet ("Историја Џевдет-паше" ). Такође је довршио две друге историјске књиге, Tezakir („Мемоари“) и Maruzat. 1886. године вратио се на место министра правде, али је четири године касније поднео оставку због свађа са премијером (великим везиром) Јусуфом Камил-пашом. Од тог тренутка, Ахмед Џевдет-паша је радио као старији државник до своје смрти у Цариграду 25. маја 1895. Сахрањен је на гробљу Фатихове џамије.

## Деца
Ахмед Џевдет је имао троје деце, сина Али Седета (1857–1900) и две ћерке. Његове кћери постале су истакнуте личности касне отоманске и ране турске историје. Једна ћерка Фатма Алије Топуз (1862–1936) позната је као прва турска књижевница која је објавила роман. Његова друга ћерка Емине Семије Онасија (1864–1944) била је једна од првих турских феминисткиња и политичка активисткиња борац за женска права у касном царству и раној републици.